# Observatoire de neutrinos

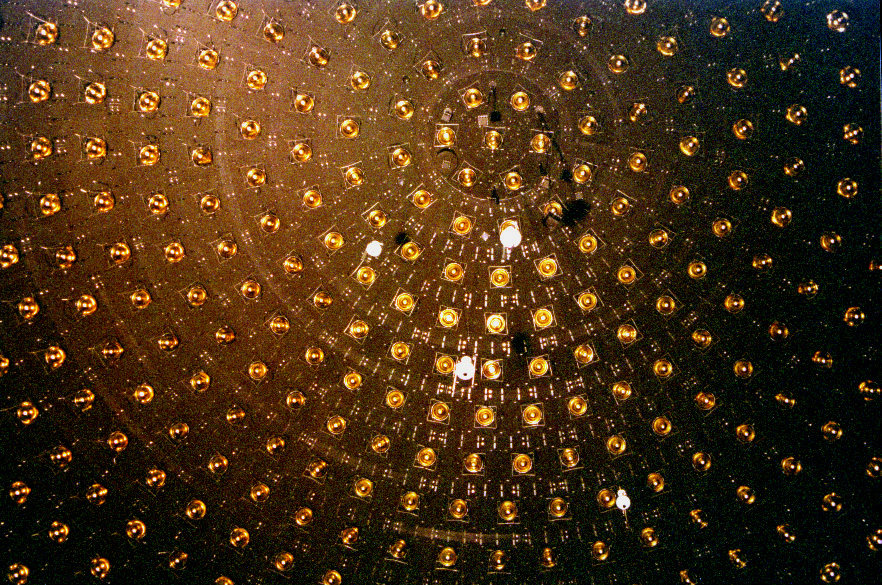
Intérieur de MiniBooNE, un détecteur de neutrinos lancé en 2002.

Un observatoire de neutrinos est un dispositif permettant de détecter les neutrinos. En raison de la très faible interaction des neutrinos avec la matière, ces dispositifs doivent être très étendus pour en détecter un nombre significatif. De tels observatoires sont souvent construits sous terre, pour isoler le détecteur des rayons cosmiques et autres rayonnements d'arrière-plan.

## Types
De nombreuses méthodes de détection ont été inventées. Au Super-Kamiokande, un important volume d'eau, ceinturé de photomultiplicateurs qui surveillent l'effet Vavilov-Tcherenkov, qui se produit quand un neutrino crée un électron ou un muon en entrant dans l'eau. L'observatoire de neutrinos de Sudbury est similaire, mais utilise de l'eau lourde. 
D'autres détecteurs utilisent de grandes quantités de chlore (comme l'expérience Homestake) ou de gallium (comme les expériences SAGE, et Gallex) dans lesquelles on recherche respectivement l'argon ou le germanium créés lors de l'interaction avec des neutrinos. 
MINOS utilise un scintillateur solide en plastique surveillé par des phototubes. Borexino utilise un scintillateur liquide. Le futur détecteur NOνA utilisera un scintillateur liquide, surveillé par une photodiode à avalanche.

## Télescopes à neutrinos

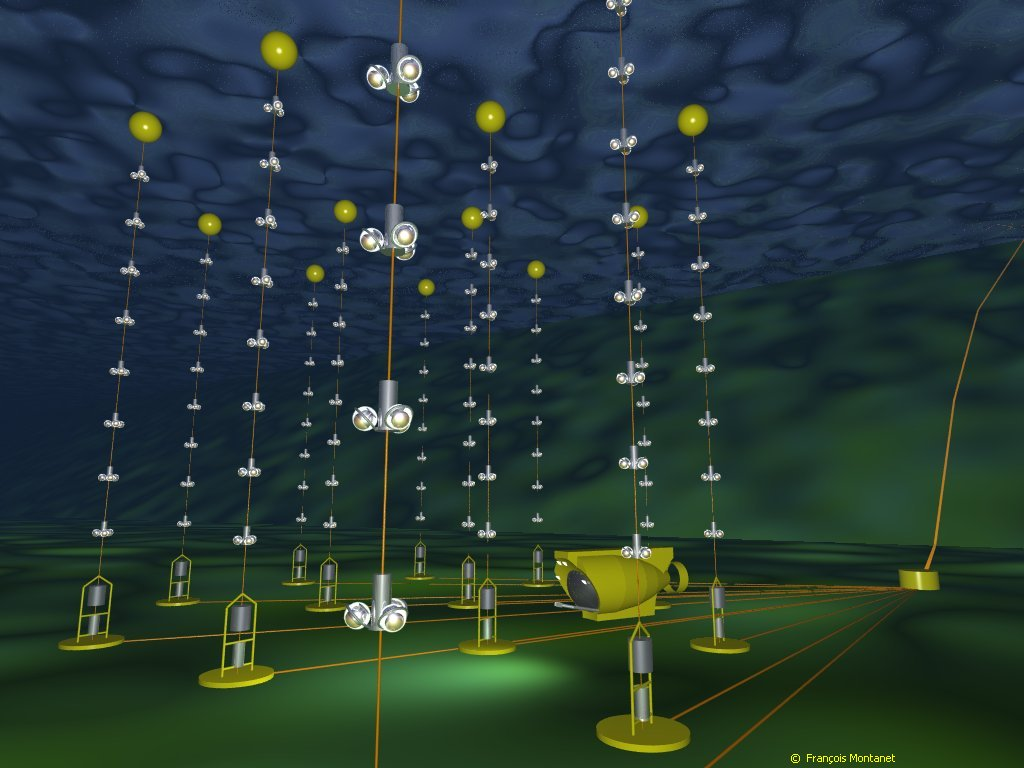
Illustration du télescope ANTARES.

Les télescopes à neutrinos sont une catégorie particulière d'observatoires de neutrinos utilisés pour faire de l'astronomie neutrino. On peut citer en exemple les expériences DUMAND, Baïkal, NESTOR, NEMO, AMANDA, IceCube, ANTARES et son futur successeur KM3NeT.

## Observations
Les observatoires de neutrinos utilisent parfois la Terre pour filtrer le bruit de fond engendré par l'interaction des rayons cosmiques avec l'atmosphère terrestre. En effet, ces interactions engendrent de nombreux muons dont certains sont captés par le détecteur et ce, même à plusieurs kilomètres sous terre. Ce bruit de fond est souvent bien plus important que le signal attendu pour les neutrinos. 